# 小水乡
小水乡，是中华人民共和国贵州省遵义市桐梓县下辖的一个乡镇级行政单位。

## 行政区划
小水乡下辖以下地区：
田上村、马岩村、同盟村、合理村和石场村。